# Carel van Dapperen
Carel Eduard van Dapperen (Baarn, 28 mei 1863 - aldaar, 21 april 1945) was een Nederlands tekenaar, schilder en graficus. Hij was de zoon van Eduard van Dapperen en Catharina Hendrina Bonger.
Carel van Dapperen was de leermeester van Herman Kruyder en Barend Ferwerda. Op zijn advies richtte Estella den Boer haar artistieke inspiraties op het gebied van beeldende kunst en ging grafische kunsten studeren aan het Instituut voor Kunstnijverheidsonderwijs in Amsterdam (Rietveldacademie).
Carel van Dapperen werd begraven op de Nieuwe algemene begraafplaats aan de Wijkamplaan in Baarn.